# Steinberggroeve

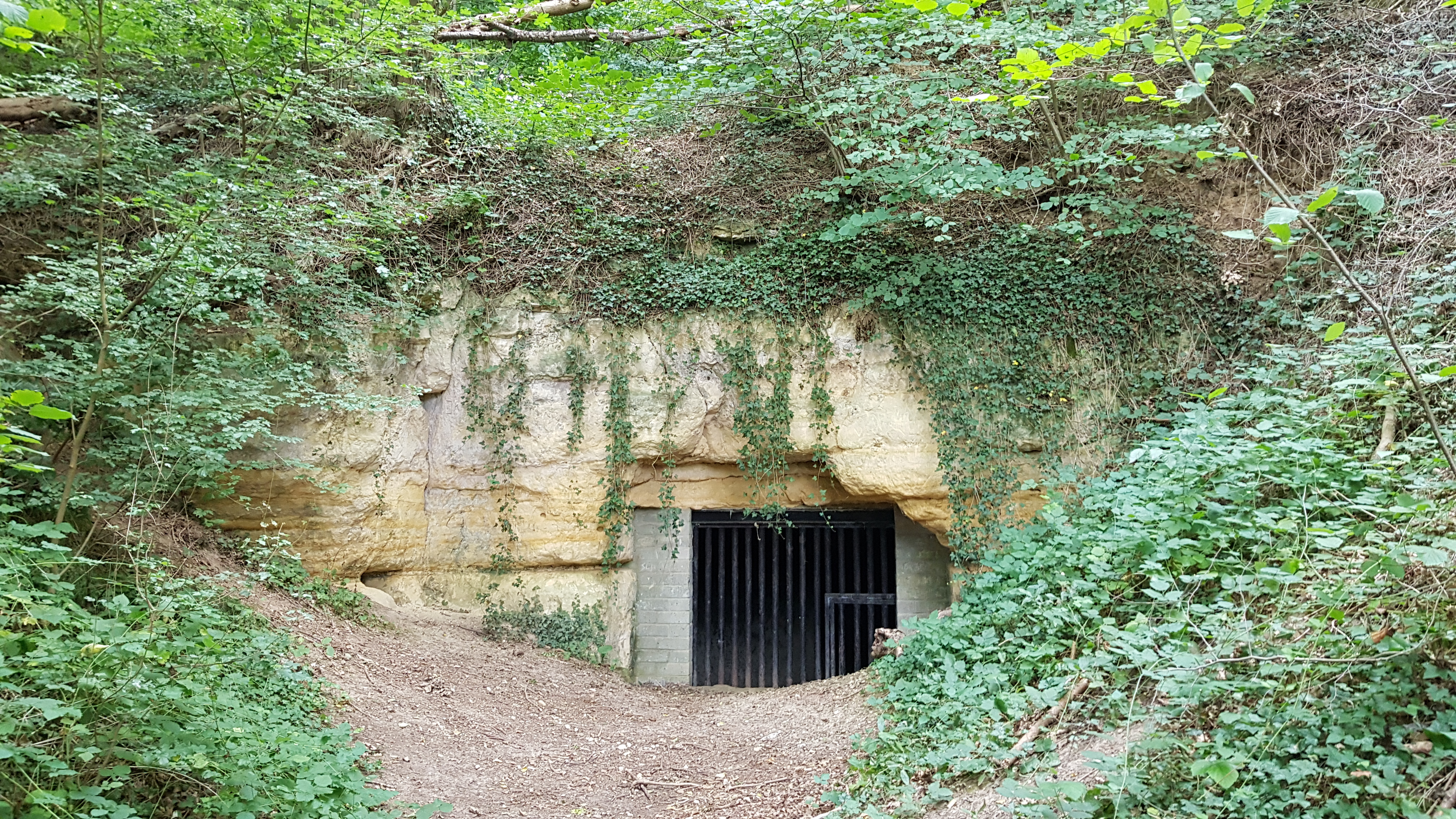
Steinberggroeve

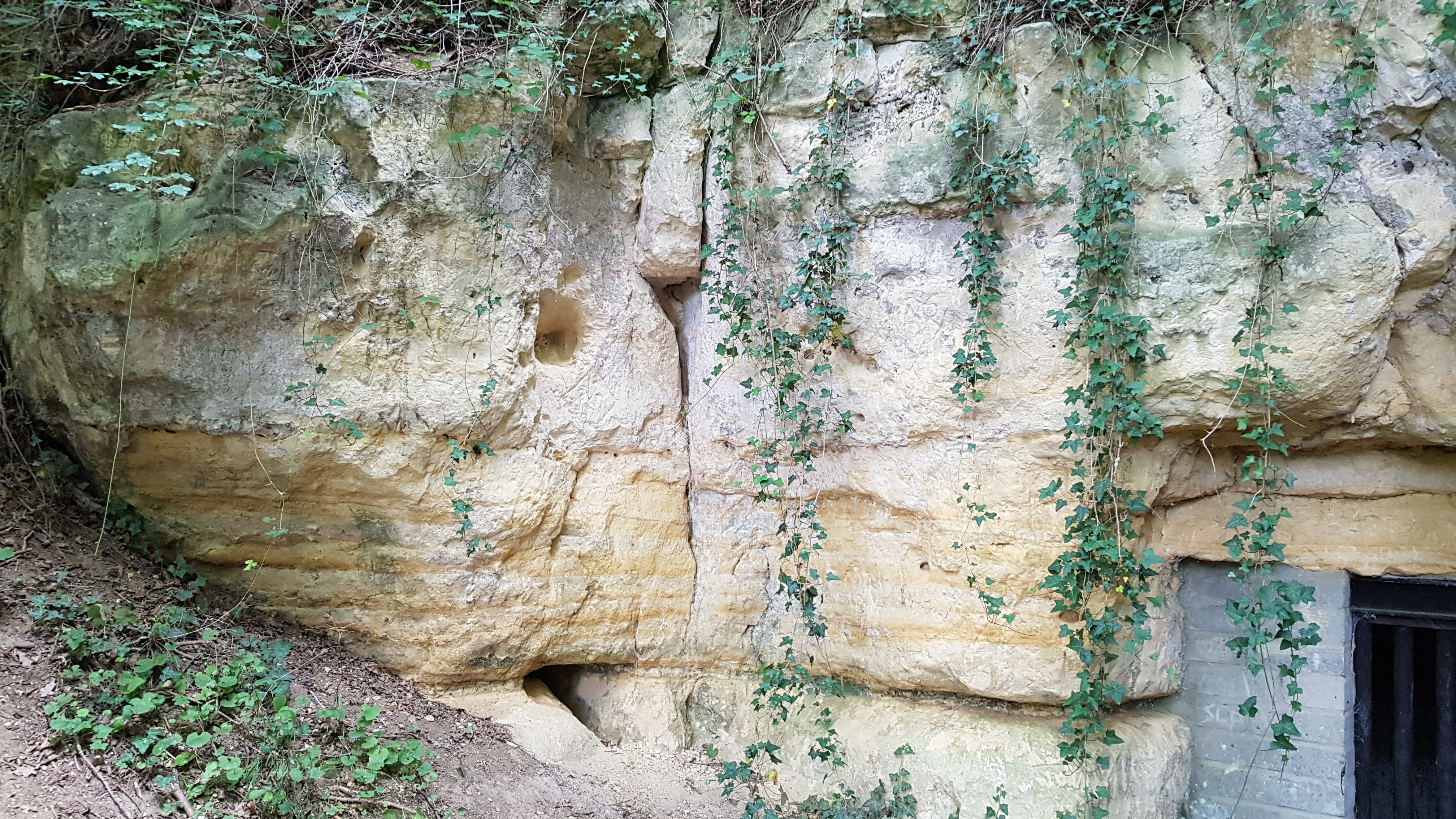
Kalksteenlagen naast de ingang

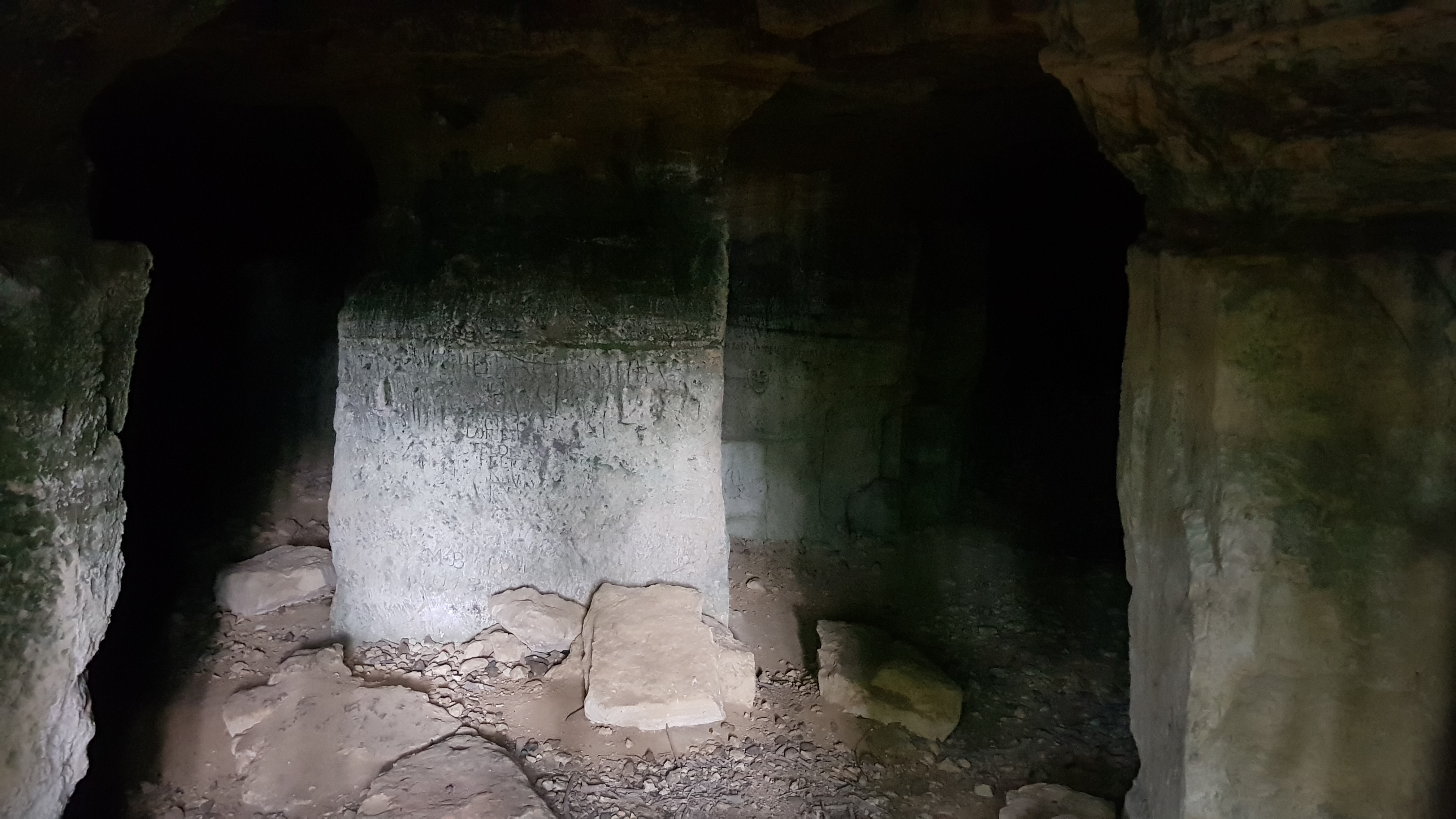
De groeve naar binnen gezien

De Steinberggroeve, soms ook aangeduid met Steinberggroeve I, Holeberggroeve of Steinbergske, is een Limburgse mergelgroeve in de Nederlandse gemeente Eijsden-Margraten. De ondergrondse groeve ligt ten oosten van Rijckholt nabij de Steenbergerweg in het Savelsbos. De groeve ligt aan de westelijke rand van het Plateau van Margraten in de overgang naar het Maasdal. Ter plaatse duikt het plateau een aantal meter steil naar beneden.
Op ongeveer 700 meter naar het noorden liggen de Savelsberggroeve en Grindgroeve Savelsbos, op ongeveer 250 meter naar het noordoosten liggen de Lebensboschgroeve en Neven Lebensboschgroeve en op ruim 250 meter naar het zuiden liggen de Henkeput en de Abri van Rijckholt.

## Geschiedenis
De groeve werd door blokbrekers ontgonnen voor de winning van kalksteenblokken.
In de 18e eeuw werd de groeve aangeduid met "Onder steynberch, genaempt aen de Mergelcoulle", Steighbriggeweegh in 1702 en Den Steenbergh in 1775.
Sinds 1953 is het Savelsbos inclusief het gebied van deze groeve in beheer van Staatsbosbeheer.

## Groeve
De Steinberggroeve is een kleine groeve met slechte enkele gangen en een lengte van 30 meter.
De groeve is afgesloten met hekwerk, zodat onder andere vleermuizen de groeve wel kunnen betreden. De groeve wordt als onderkomen gebruikt door vleermuizen.
Het kalksteen dat in de groeve werd gewonnen behoort waarschijnlijk tot de Kalksteen van Valkenburg in de Formatie van Maastricht.